# フランソワ＝グザヴィエ・ファーブル
フランソワ＝グザヴィエ・ファーブル（François-Xavier Fabre、1766年4月1日 - 1837年3月16日）は、フランスの画家である。新古典主義の画家で歴史画、肖像画を描いた。

## 略歴
モンペリエで生まれた。パリでジャック＝ルイ・ダヴィッドに学び、1787年にローマ賞を受賞した。ローマ賞でイタリア留学の権利を得て、ローマに滞在し、1793年に南イタリアのフィレンツェ、ナポリに移り、1800年には、フィレンツェの美術アカデミーの教授になり、1826年までその仕事を続けた。フランス革命からフランス第一帝政の時代をファーブルはイタリアで過ごしていたことになる。イタリアでは貴族で劇作家のヴィットーリオ・アルフィエーリとオールバニ伯爵夫人らと友人になり、彼らの肖像画も残した。1803年にアルフィエーリが亡くなった後は、オールバニ伯爵夫人と同棲し、1824年にオルバニー伯爵夫人が亡くなると、遺産を相続した。1808年にはナポレオン1世の弟、リュシアン・ボナパルトの肖像画も残している。
1826年にフランスに戻り、モンペリエに住み、モンペリエの美術館、美術学校、図書館の創設に貢献し、個人的コレクションを寄贈した。ファーブル美術館としてモンペリエの美術館は1928年に開館した。1828年にフランス復古王政の国王、シャルル10世から、レジオンドヌール勲章（オフィシエ）を受勲し、バロンの称号を得た。

## 作品

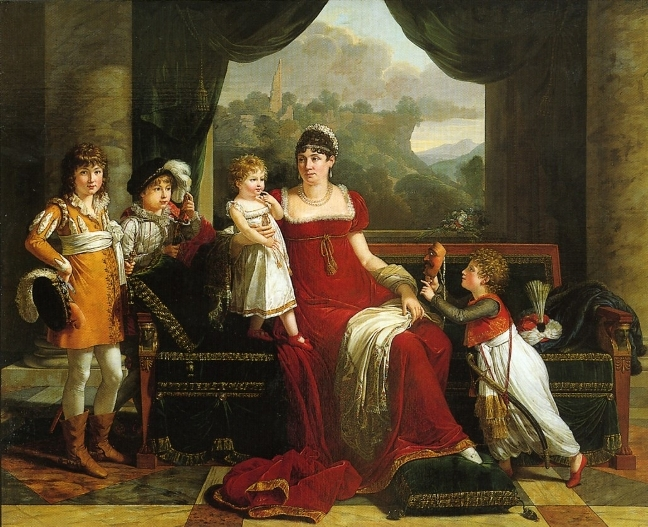
クラーク将軍の家族
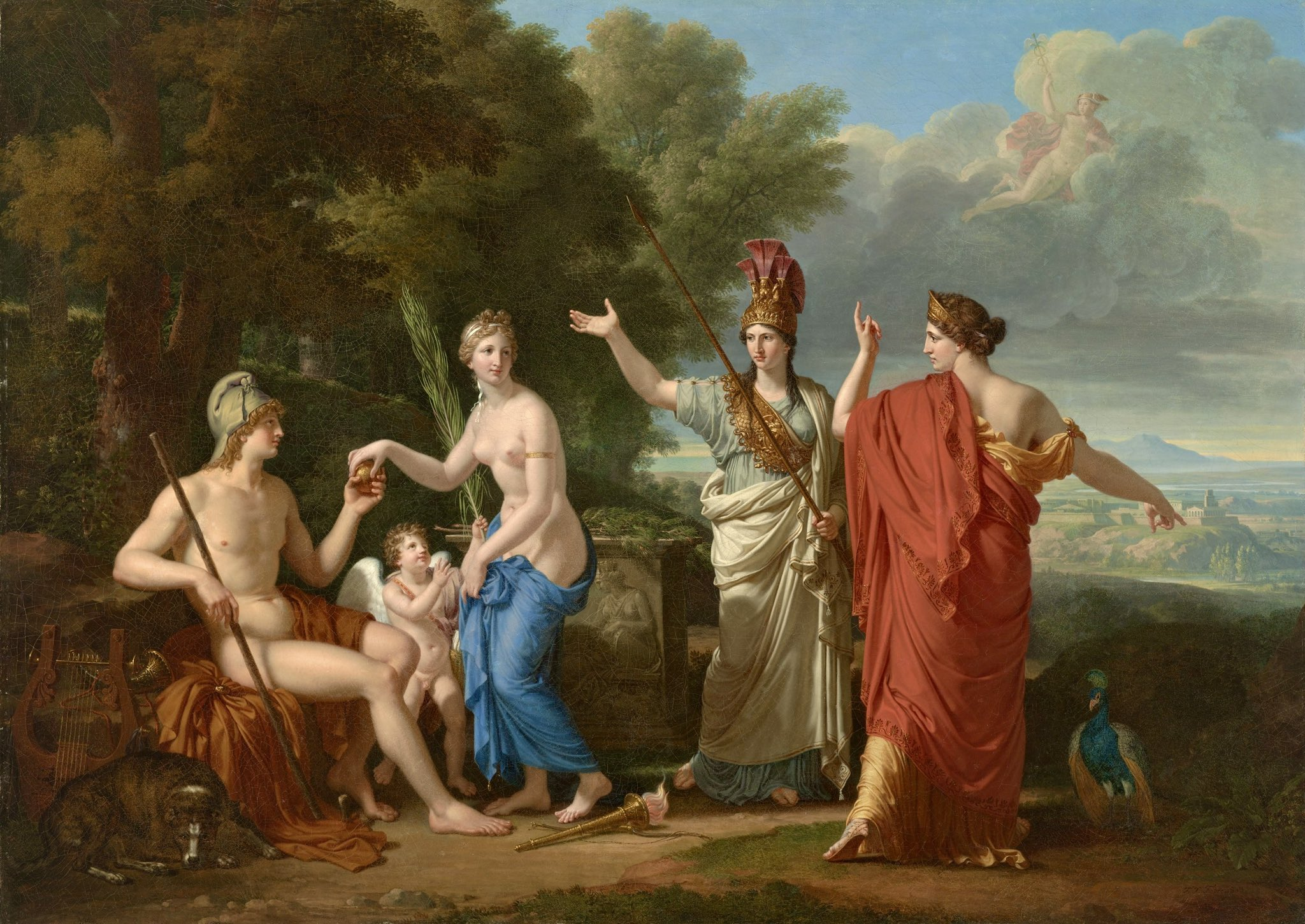
パリスの審判(1808)
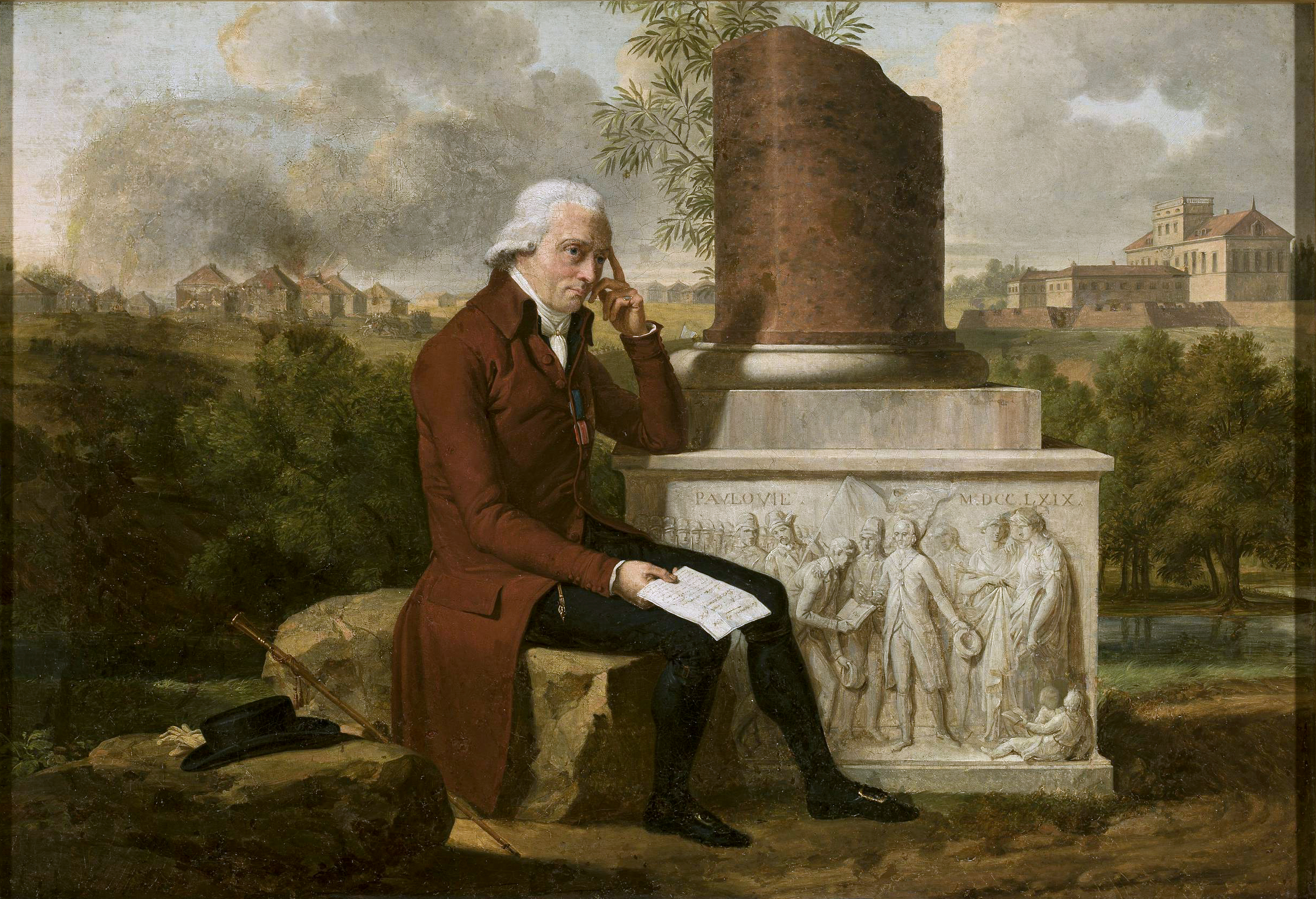
Portrait of Paweł Ksawery Brzostowski

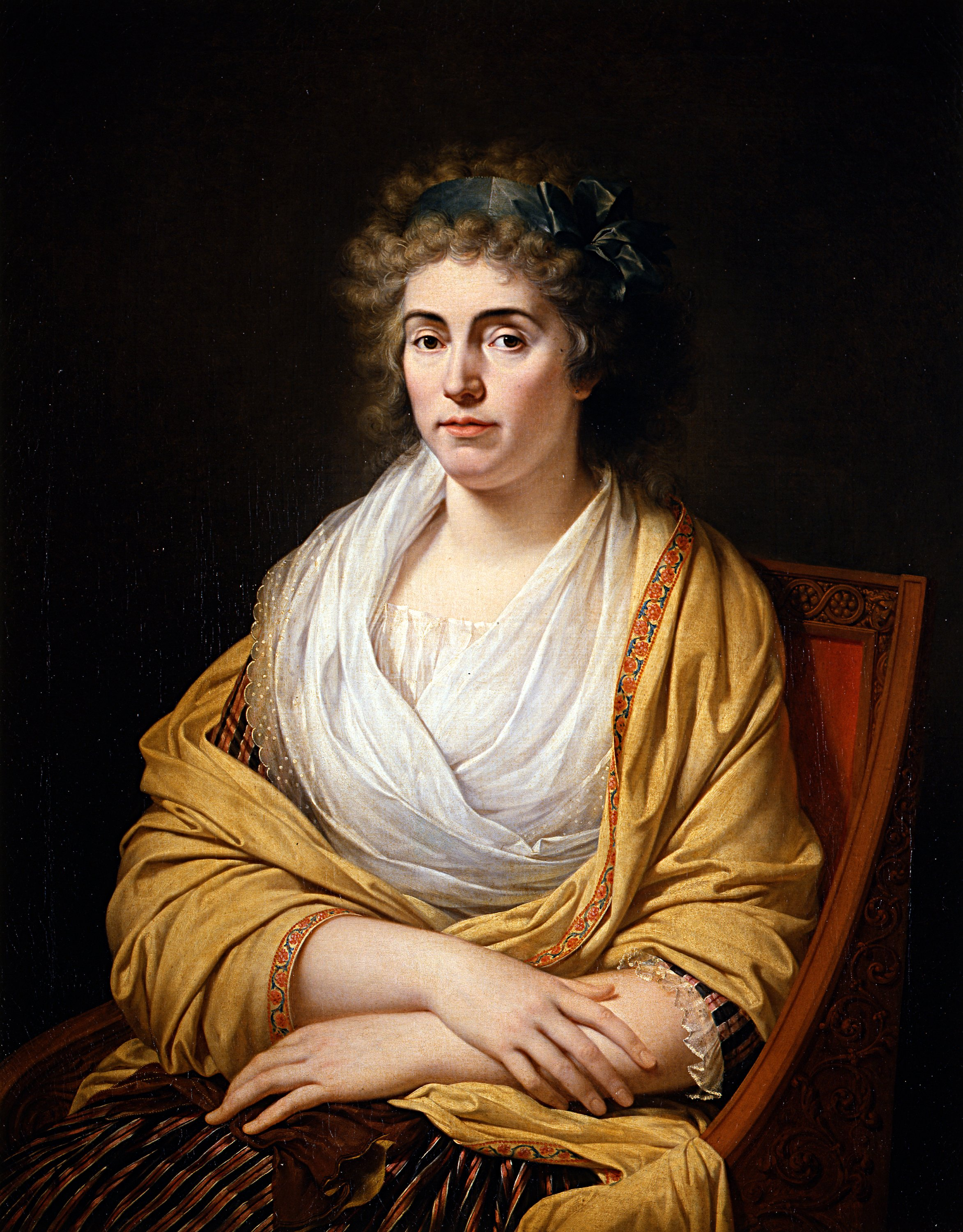
オールバニ伯爵夫人 (1793)
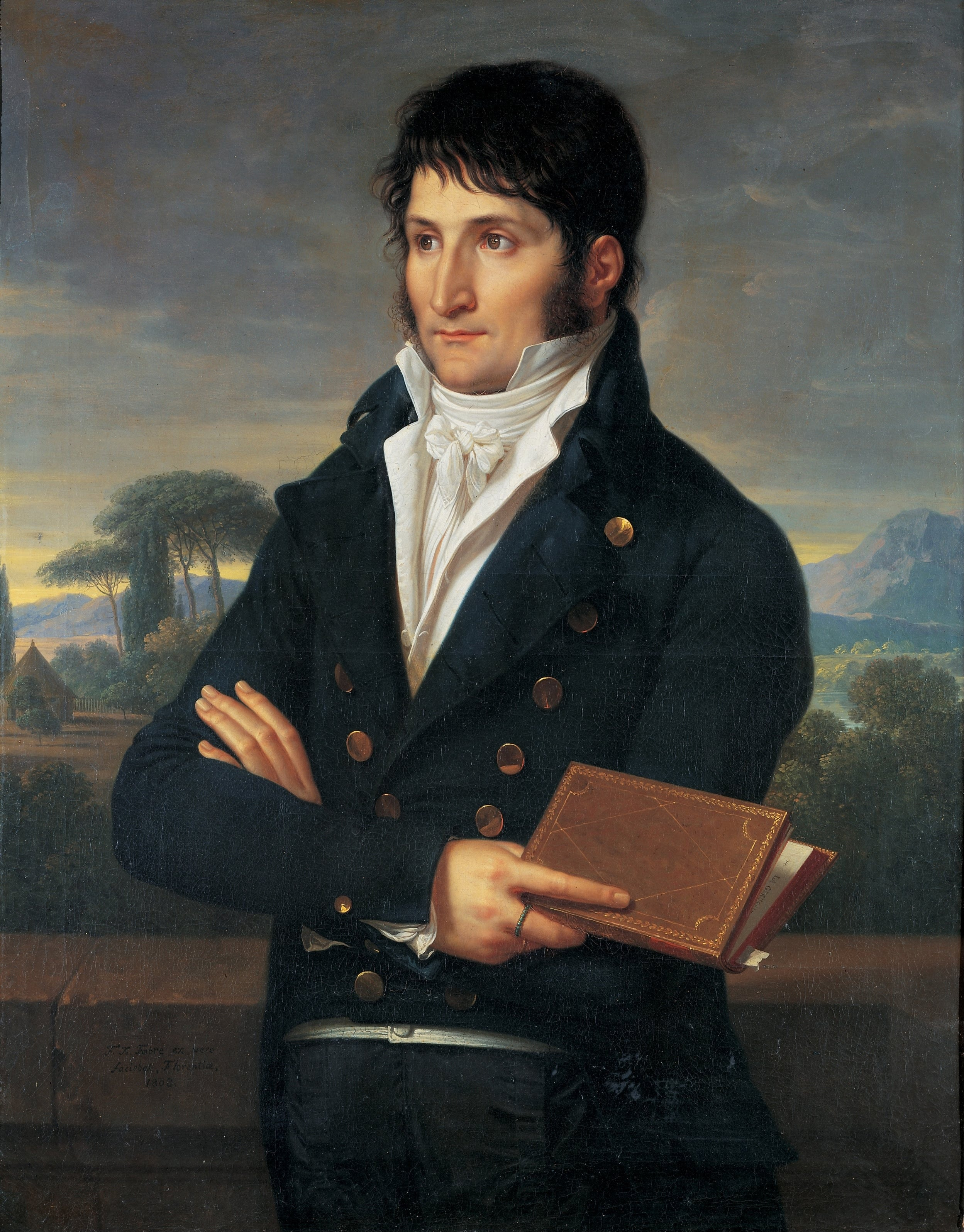
リュシアン・ボナパルト(1808)
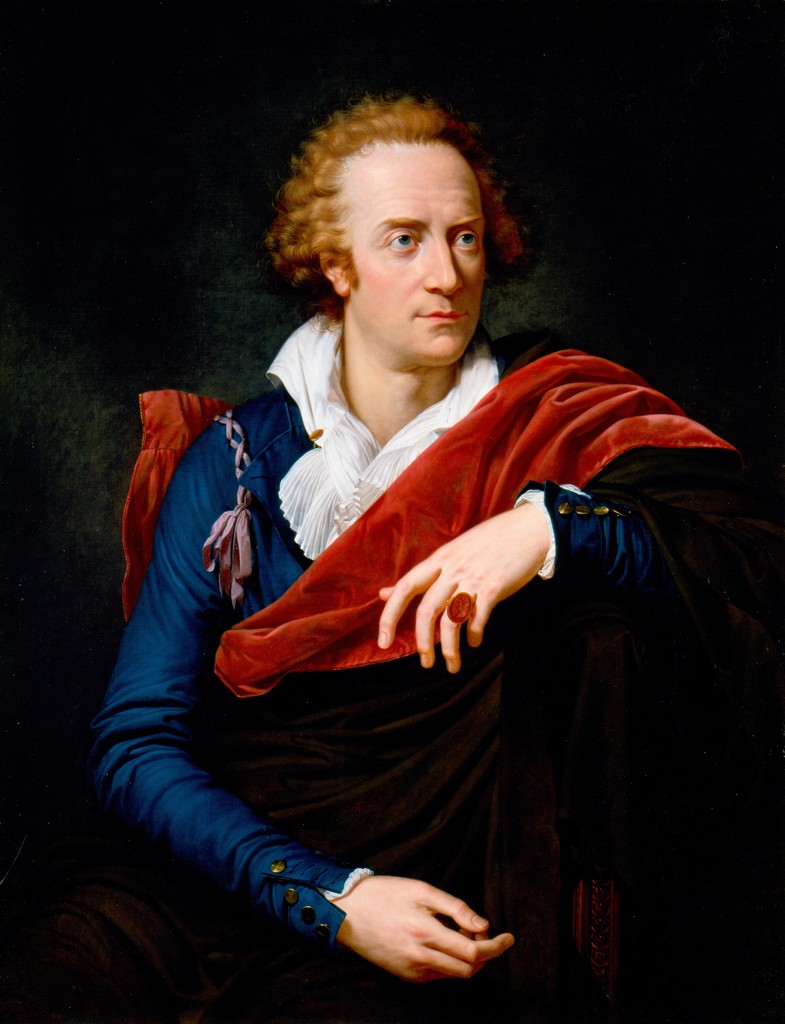
Portrait of Count Vittorio Alfieri(1794)
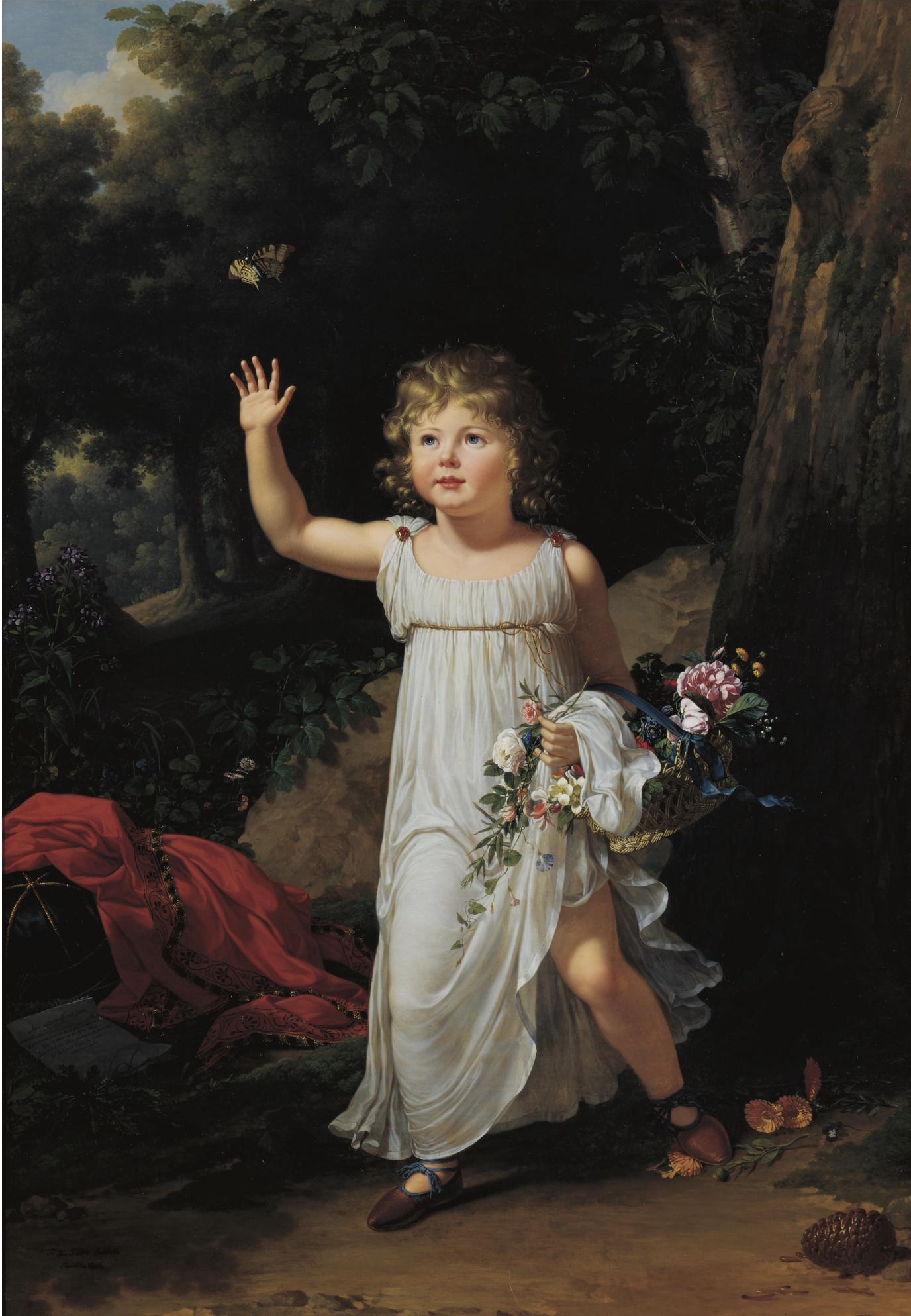
Portrait of Edgar Clarke(1802)